# ريكاردو كونسيساو
ريكاردو كونسيساو (بالبرتغالية: Ricardo Conceição‏) (16 يوليو 1984 بكامبيناس في البرازيل - ) هو لاعب كرة قدم برازيلي في مركز الوسط. لعب مع نادي بونتي بريتا ونادي ساو كايتانو وكومرسيال ‏.

## وصلات خارجية
- ريكاردو كونسيساو على موقع قاعدة بيانات كرة القدم.إي يو (الإنجليزية)
- ريكاردو كونسيساو على موقع Soccerway.com (الإنجليزية)